# 2016年福島地震
2016年福島地震發生於日本時間2016年11月22日上午05:59（協調世界時11月21日20:59），震央位於日本福島縣浪江町東南東方37公里外海，日本气象厅地震规模為7.4级，震源深度约11.4公里。受到本次地震影响，宫城县沿岸观测到最大高度为144厘米的海嘯，造成15人受傷，並引發部分災情。日本气象厅称，此次地震为2011年东北地方太平洋近海地震的余震。

## 地震
日本标准时2016年11月22日05時59分46.8秒，日本福岛县近海发生矩震级6.9的地震（日本气象厅地震规模為7.4）。日本气象厅紧急地震速报系统在地震发生日5時59分58.0秒检测到地震波，并于16.5秒后发布紧急地震速报。福岛县、茨城县、栃木县均观测到震度5弱。

## 海啸
06时02分，日本气象厅对福岛县发布海啸警报，预测海啸高度最大为3米，对青森县太平洋沿岸、岩手县、宮城县、茨城县、千葉县九十九里・外房发布海啸注意警报，预测最大海啸高度为1米。7時26分，又对千葉县内房、伊豆诸岛追加了海啸注意警报。8时9分，对宫城县追加了海啸警报。9時46分，福島县和宮城县的海啸警報切换为海啸注意警報。青森县太平洋沿岸、岩手县、宮城县、茨城县、千葉县九十九里・外房、千葉县内房、伊豆诸岛的海啸注意报警解除。12時50分，海啸注意警报全部解除。
当日7时6分，福岛县相马港观测到90厘米海啸；8时3分，宫城县仙台港观测到1.4米海啸。另外，东京电力公司发言人在记者会上说，福岛第一、第二核电站都观测到1米左右的海啸。